# Dylan (album av Totta Näslund & Mikael Wiehe)
Dylan är ett musikalbum inspelat av Totta Näslund och Mikael Wiehe som en hyllning till Bob Dylan. Det utgavs 2006  efter Totta Näslunds bortgång 2005.

## Låtlista
1. Längesen (Things Have Changed)
2. Du får hålla dej här (You Ain't Goin' Nowhere)
3. Den blindes pojk' (Minstrel Boy)
4. Vad var det du ville (What Was it you Wanted)
5. Jag ska bli fri (I Shall Be Released)
6. Där anar jag din hand (Every Grain of Sand)
7. Ni som tjänar på krig (Masters of War)
8. Flykten (Drifter's Escape)
9. Dagen är kommen (Down along the Cove)
10. När natten faller som sten (When the Night Comes Fallin' from the Sky)
11. Blinde Will McTell (Blind Willie McTell)
12. När vårt skepp slår till (When the Ship Comes in)
13. Inte natt än (Not Dark Yet)
14. Adjö, Angelina (Farewell Angelina)

## Medverkande
- Kent Börjesson - gitarr
- Andreas Dahlbäck - slagverk
- David Nyström - dragspel, orgel
- Johan Håkansson - trummor, slagverk
- Nikke Ström - bas
- Bengt Blomgren - gitarr, slide
- Johan Lindström - gitarr, piano, orgel, mandolin, producent

## Listplaceringar
| Lista (2006) | Topplacering |
| ------------ | ------------ |
| Sverige      | 2            |

### Fotnoter
1. ↑  ”Mikael Wiehe”. http://www.mikaelwiehe.se/skivor01_04.htm. Läst 26 maj 2011.
2. ↑  ”Svensk mediedatabas”. http://smdb.kb.se/catalog/id/002026689. Läst 26 maj 2011.
3. ↑  ”Svensk mediedatabas”. http://smdb.kb.se/catalog/id/002026701. Läst 26 maj 2011.
4. ↑  ”Listplacering”. http://swedishcharts.com/showitem.asp?interpret=Totta+%26+Wiehe&titel=Dylan&cat=a. Läst 26 maj 2011.